# Louis Aragon
Louis Aragon, ursprungligen Louis-Marie Andrieux, född 3 oktober 1897 i Paris, död 24 december 1982 i Paris, var en fransk poet, essäist och romanförfattare med inflytande på såväl dadaismen som surrealismen och den socialistiska realismen. Ett fåtal av Louis Aragons dikter och essäer är översatta till svenska men någon enskild volym av dem har inte utgivits. Ett par av hans tidiga romaner är däremot utgivna i Sverige sedan 1990-talet. Han var gift med den ryskfödda författaren Elsa Triolet.

## Liv och verk

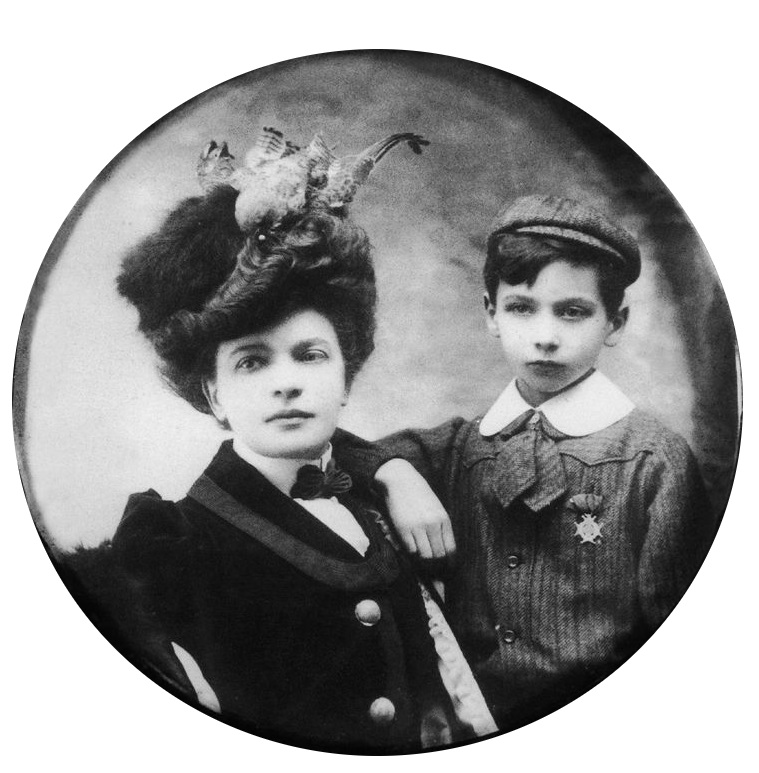
Marguerite Toucas-Massillon med sin son Louis omkring 1905.

Louis Aragon kom till världen som ett utomäktenskapligt barn till politikern Louis Andrieux och Marguerite Toucas-Massillon. I ett dopregister från 3 november 1897 sägs han vara född i Madrid som son till Jean Aragon och dennes äkta maka Blanche Moulin. För att undvika en societetsskandal omhändertogs han av en amma i Bretagne sina första nio månader. Mammans familj tog sig därefter an honom i Paris. Morföräldrarna utgav sig för att vara föräldrar, modern hans syster, fadern hans gudfar.

### Dadaismen
Från 1919 och några år framöver var Louis Aragon medredaktör för den dadaistiskt präglade tidskriften Littérature tillsammans med André Breton och Philippe Soupault. Breton och Aragon hade lärt känna varandra medan första världskriget ännu pågick år 1917 som läkarstudenter på en neurologisk klinik i det mörklagda och bombhotade Paris. 1920 debuterade Aragon som poet med diktsamlingen Feu de joie. En teckning av Pablo Picasso beledsagade dikterna, varav en tillägnades den poetiska förebilden Pierre Reverdy. Denna debut följdes upp med genombrottsromanen Anicet ou le Panorama. Bokens motto av Tristan Tzara löd: "Frånvaron av system är också ett system, fast mycket mer sympatiskt". Den är en nyckelroman med flera igenkännbara vänner. Breton går under namnet Baptiste Ajamais, Jacques Vaché (1895–1919) kallas Harry James och Aragon är Anicet. Romanen är också en häftig vidräkning med den övergripande kultur som hade frambringat ett förödande världskrig. Detta hade kostat Frankrike miljontals människoliv och var det värsta landet upplevt sedan religionskrigen på 1600-talet.  Aragons andra roman Les Aventures de Télémaque är en pastisch på François Fénelons politiskt-pedagogiska roman med samma namn från ancien régimes tidevarv år 1699. Den är tillägnad Paul Éluard och försedd med citat av bland andra Francis Picabia liksom ett tecknat porträtt av författaren utfört av Robert Delaunay.

### Surrealismen

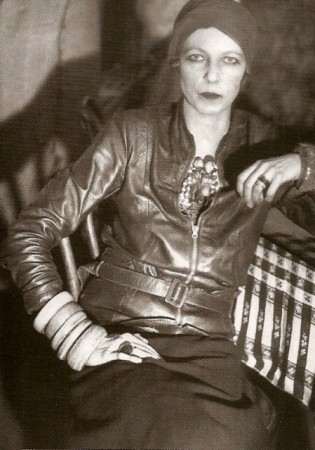
Nancy Cunard (runt 1928).

Louis Aragon var nära allierad med André Breton när den franska surrealismen växte fram. Han skrev tidigt ett surrealistiskt manifest, Une vague de rêves, som sägs ha föregripit Bretons tankegångar. Han bidrog även senare till en surrealistisk teoribildning. Han var fortsatt dessutom en produktiv poet, liksom en av riktningens få romanförfattare vid sidan av René Crevel, Robert Desnos och Philippe Soupault. Bonden i Paris betraktas som en av surrealismens viktigaste romaner. Han närmade sig även det laddade ämnet sexualitet på ett frispråkigt och lyriskt vis i prosaverket Irenes fitta. Detta verk antas ha utkommit i april 1928. Boken saknar datering och har varken författar- eller förlagsnamn. Den trycktes i 150 exemplar och var illustrerad med fem etsningar av André Masson. Till en utgåva 1968, med omslag av Hans Bellmer och förord av André Pieyre de Mandiargues, valde författaren att gömma sig bakom pseudonymen Albert de Routisie. Boken var ett utdrag ur en mer omfattande roman som aldrig publicerades under Aragons liv. Den romanen heter La Défense de l'infini och utgavs postumt först 1986 i fragmentarisk form, 60 år efter sin tillkomst, och började då med just Irenes fitta i 1928 års skick. Berättelsen Les Aventures de Jean-Foutre La Bite som utkom samma år var från början också tänkt att ingå i La Défense de l'infini. Aragon förstörde det mesta av manuskriptet mot slutet av 20-talet. Det är en rå text inspirerad av Guillaume Apollinaires De elvatusen spöna (1907), skriven med en ohämmat humoristisk och erotisk ådra, typisk för Aragon under surrealismens första år. Vad gäller författarens liv vid tiden för dessa texters tillkomst hade han i början av 1926 inlett ett förhållande med den förmögna brittiska redardottern Nancy Cunard. Under en vistelse i Venedig lämnade hon honom för en annan i september 1928, vilket tog honom så hårt att han försökte begå självmord (sömnmedel). Poème à crier dans les ruines som trycktes i diktsamlingen Le Grande gaîté är en lång, intensiv och rytmiskt ordberusad diktuppgörelse med en kärlek dömd att dö. Nancy Cunard, som var verksam som poet och förläggare, skulle senare översätta denna dikt till engelska. Året efter den anonyma utgåvan av Irenes fitta publicerades i Belgien en kalender för år 1929, Calendrier 1929, där Benjamin Péret svarade för en sexuellt frispråkig dikt per månad ena halvan av året, medan Aragon svarade för lika många frispråkiga dikter den andra halvan. Deras texter åtföljdes av fyra naket illustrerande foton av Man Ray.

### Kommunismen

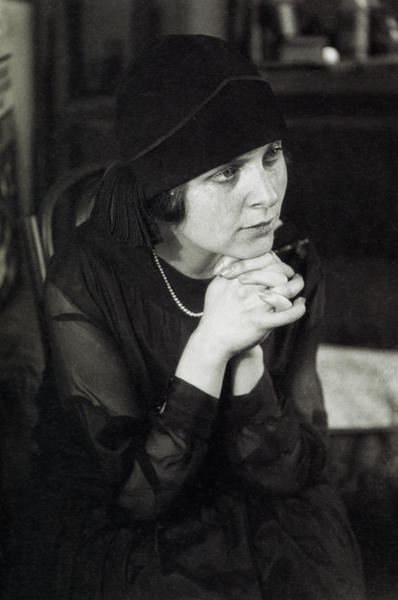
Elsa Triolet år 1925.

Aragon anslöt sig till det franska kommunistpartiet 1927, ihop med flera andra framstående surrealister. Året efter sammanträffade han med den ryske futuristpoeten Vladimir Majakovskij i Paris, tillsammans med dennes svägerska, romanförfattaren Elsa Triolet, som Aragon skulle gifta sig med ett decennium senare. Den långa, politiskt slagkraftiga dikten Röd front, som inledde diktsamlingen Persécuté persécuteur (1931), blev föremål för åtal ("uppmaning till mord") och orsakade en konfiskering av hela upplagan. Aragon uteslöts ur den franska surrealistgruppen 1932.

### Socialrealismen
Åren 1934–1944 ägnade sig Louis Aragon åt de fyra första delarna av en romansvit kallad le monde réel, "den verkliga världen", skriven i den socialistiska realismens anda. Den första romanen, Les Cloches de Bâle (1934), tillägnades hustrun Elsa och filmatiserades för fransk tv 1981 med titeln Catherine. Les Beaux quartiers (1936), den andra romanen i serien, filmatiserades för fransk tv 1983. De två avslutande delarna utkom under andra världskriget och Tysklands ockupation av Frankrike. De heter Les Voyageurs de l'impériale (1942) och Aurélien (1944). Denna fjärde del av romansviten hamnade på plats 51 när Le Monde 1999 inbjöd fransmännen att rösta fram 1900-talets 100 mest minnesvärda böcker. Boken utspelar sig efter första världskriget, på 1920-talet, och handlar om den olyckliga kärleken mellan den gifta kvinnan Bérénice Morel och krigsveteranen Aurélien Leurtillois. Den har spelats in för fransk tv ett par gånger, 1978 och 2003. Den femte och avslutande romanen i serien le monde réel börjar i februari 1939, övergår i en skildring av kriget mellan Frankrike och Nazityskland och slutar med Frankrikes nederlag i juni 1940. Den heter Les Communistes och består av sex volymer utgivna 1949–1951 (ytterligare bearbetade 1966–1967).

### Underjordisk verksamhet
Vid andra världskrigets utbrott inkallades Aragon som läkarassistent, men entledigades redan i juni 1940 efter Frankrikes nederlag. Han flydde tillsammans med sin hustru till den ännu fria zonen i södra Frankrike. De bosatte sig i Nice och blev verksamma inom den underjordiska motståndsrörelsen.

### Maison Elsa Triolet-Aragon

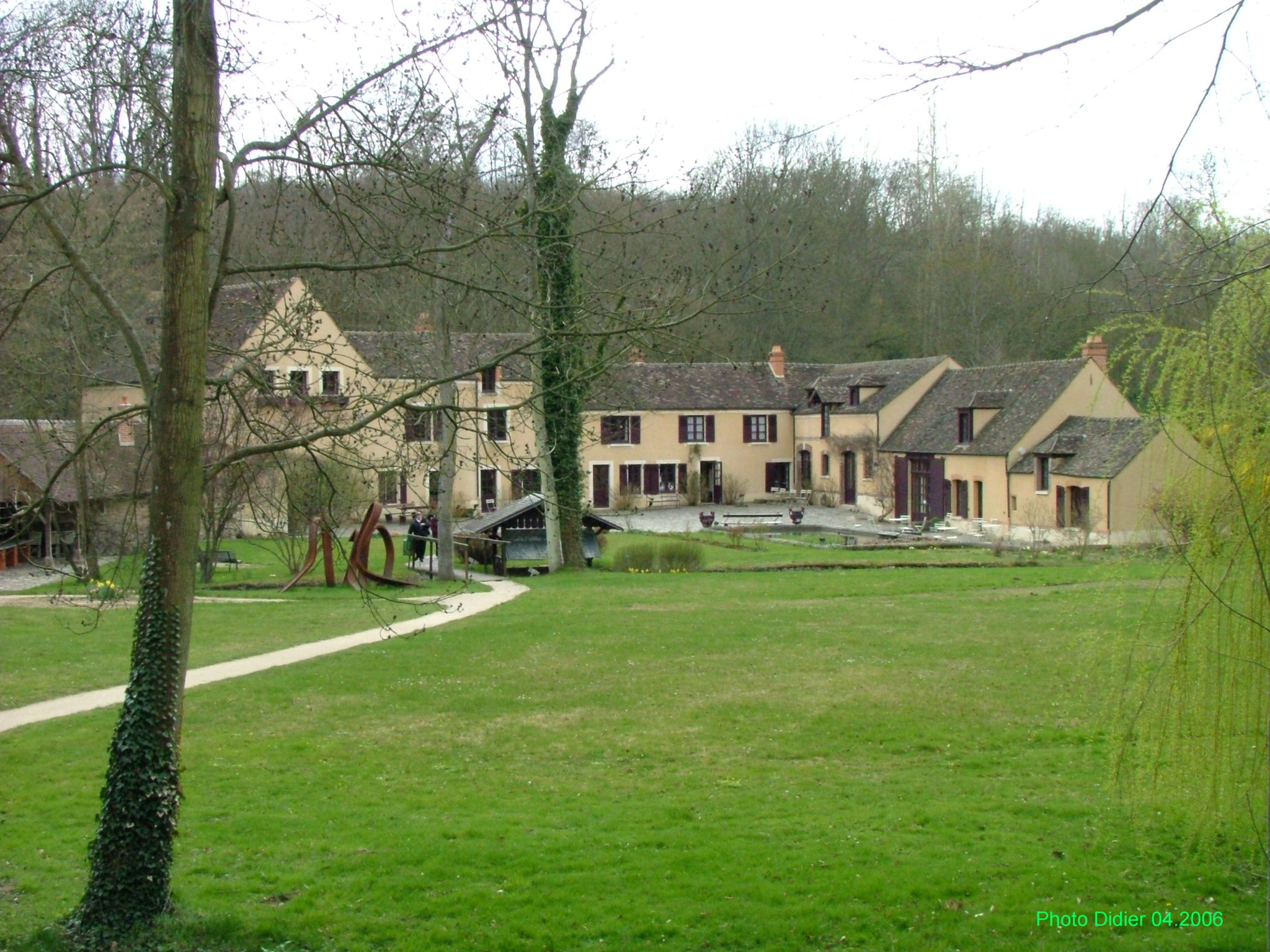
Maison Elsa Triolet-Aragon, makarnas hem.

1953 förvärvade Louis Aragon en gammal kvarn, moulin de Villeneuve, anlagd redan på 1100-talet och utbyggd under 1700/1800-talen, utmed floden Rémarde i kommunen Saint-Arnoult-en-Yvelines sydväst om Paris, med tillhörande sex hektar mark, en egendom som han skänkte till sin fru Elsa Triolet samma år. Paret bodde där fram till 1970, då hustrun avled. Hon begravdes på tomten. Aragon gravsattes också där efter sin bortgång 1982. Idag är fastigheten museum, kallat Maison Elsa Triolet-Aragon. Här finns även utställningslokaler, konferensrum och ett bibliotek med 30 000 volymer.

### Utmärkelser och hedersuppdrag
För romanen Les Beaux quartiers (1936) tilldelades Louis Aragon litteraturpriset prix Renaudot samma år som boken publicerades. Han mottog Lenins fredspris 1957 och var föreslagen till nobelpriset i litteratur ett par år i rad vid mitten av 1960-talet. Han fick aldrig Goncourtpriset men valdes in som ledamot av Académie Goncourt 1967 och innehade stol nr 5 under ett enda år fram till 1968; ingen har deltagit i den akademins arbete under en kortare period. 1972 blev han invald som extern hedersmedlem av amerikanska American Academy of Arts and Letters.

### Tonsättningar, inspelningar och svenska översättningar
Många av Louis Aragons dikter har tonsatts. Georges Brassens var den förste, med musiken till partisandikten Il n’y a pas d’amour heureux (1953), en dikt som skrevs under den tyska ockupationen 1943 och trycktes i samlingen La Diane française (1944). Den har sjungits in av många, bland andra Nina Simone och Françoise Hardy. Sångaren och kompositören Léo Ferré var den förste att göra ett helt album med sånger av Aragon, Les Chansons d'Aragon (1961). Många tonsättningar har blivit bestående chansons och en del av den franska visskatten. En framstående skådespelare som Jean-Louis Barrault har även spelat in uppläsningar av dikter som Le payson de Paris chante, Amour d'Elsa och Les amants séparés. Att den tidige Aragon saknas i svenska surrealistantologier som Gunnar Ekelöfs fransk surrealism (1933) och Artur Lundkvists Vithåriga revolvrar (1966) är anmärkningsvärt. I ett nummer av tidskriften BLM mot slutet av 1945 återfanns för första gången på svenska en dikt av Aragon skriven i Carcassonne fem år tidigare. Den hette Fria zonen och var tolkad av just Gunnar Ekelöf. Dikter av honom medtogs senare i Henry G Gröndahls antologi Hjärtat och mörkret (1948). Den omtvistade kampdikten Röd front trycktes i början av 1970-talet i antologin Fransk poesi 1910–1970 i svensk översättning av Lasse Söderberg, tillsammans med ett par andra dikter. Två av Aragons essäer, Om stilen (1928) och Måleriet till trots (1930), togs vid samma tid med i Gunnar Qvarnströms litteraturhistoriska surrealistantologi Moderna manifest. 3: Surrealism. Över tjugo år senare, på 1990-talet, utkom också ett par av hans tidiga romaner på två olika förlag, båda i översättning av Hans Johansson. Dessa är Bonden i Paris (1995) och Irenes fitta (1999)

## Verk (urval)

### Diktsamlingar
| - Feu de joie (Paris: Au Sans Pareil, 1920) Online (International Dada Archive) - Le Mouvement perpétuel (1926) - Voyageur (1928) - Calendrier 1929 (1929), tillsammans med Benjamin Péret och Man Ray - Le Grande gaîté (1929) - Persécuté persécuteur (1931) - Hourra l’Oural (1934) - Le Crève-coeur (1941) - Cantique à Elsa (1941) - Brocéliande (1942) - Les Yeux d'Elsa (1942) - Le Musée grévin (1943) | - La Diane française (1944) - Le Nouveau Crève-coeur (1948) - Les Yeux et la mémoire (1954) - Le Roman inachevé (1956) - Elsa (1959) - Les Poètes (1960) - Le Fou d’Elsa (1963) - Les Chambres (1969) - Aux abords de Rome (1981) - Les Adieux, et autres poèmes (1982) |

#### Dikter på svenska spridda i tidskrifter och antologier
| - Fria zonen, en tolkning av Gunnar Ekelöf. Ingår i BLM, nummer 9, november 1945 - Det finns ingen lycklig kärlek, Vad Elsa säger och Jag rör dig och jag ser din kropp, tre tolkningar av Henry G. Gröndahl. Ingår i Hjärtat och mörkret. Modern fransk lyrik (Wahlström & Widstrand, 1948) - Mimosa och Röd front, två tolkningar av Lasse Söderberg. Ingår i Fransk poesi 1910-1970 (FIB:s Lyrikklubb, 1973) | - Rosor och syrener, i tolkning av Gunnar Harding. Fransk poesi 1910-1970 (1973) - Fågel Fenix reser sig ur askan, tolkning av Lasse Söderberg. I konsttidskriften Kalejdoskop, nummer 2, 1977 - Den flyendes första framträdande, tolkning av Lasse Söderberg. I tidskriften Lyrikvännen, nummer 1, 1978 |

#### På engelska
- The Red Front. A poem, translated by e.e. cummings (1933)

### Romaner
| - Anicet ou le Panorama (Paris: Editions de la Nouvelle Revue Française, 1921) Online (International Dada Archive) - Les Aventures de Télémaque (Paris: Editions de la Nouvelle Revue Française, 1922) Online (International Dada Archive) - Le Paysan de Paris (1926) - Bonden i Paris, översättning Hans Johansson (Symposion, 1995) - Le Con d'Irène (1928) - Irenes fitta, översättning och efterord av Hans Johansson, med nio illustrationer av Niklas Nenzén (Vertigo, 1999) - Les Cloches de Bâle (1934) - Les Beaux quartiers (1936) - Les Voyageurs de l'impériale (1942) - Aurélien (1944) - Les Communistes, sex volymer (1949–1951; ytterligare bearbetade 1966–1967) | - Le Neveu de M. Duval (1953) - La Semaine sainte (1958) - La Mise à mort (1965) - Blanche ou l'oubli (1967) - Henri Matisse, roman (1971) - Théâtre/Roman (1974) - La Défense de l'infini (fragments) (1986) - Les Aventures de Jean-Foutre La Bite (1986) - Pour expliquer ce que j'étais (1989) |

### Novellsamlingar
- Le Libertinage (1924)
- Servitude et Grandeur des Français. Scènes des années terribles (1945)
- Le Mentir-vrai (1980)

### Essäer
| - Une vague de rêves (1924) - Traité du style (1928) - Om stilen. Ett utdrag ur Traité du style. Ingår i Gunnar Qvarnström (red.): Moderna manifest 3. Surrealism (Almqvist & Wiksell, 1973) - La Peinture au défi (1930) - Måleriet till trots. Ingår i Moderna manifest 3 (1973) | - Pour un réalisme socialiste (1934) - Chroniques du bel canto (1947) - J'abats mon jeu (1959) - Je n’ai jamais appris à écrire ou Les Incipit (1969) |

### Historiskt verk
- Tillsammans med André Maurois: Les Deux geants - Histoire des Etats-Unis et de l'URSS de 1917 à nos jours, fem band. Maurois svarar för de två första banden där Förenta staternas historia avhandlas. Aragon svarar för de två följande där Sovjetunionens historia avhandlas. I det avslutande bandet samtalar de båda författarna om dessa länders parallella historia och ger en överblick. (Paris: Editions du Pont Royal (1962–1964)

### Pjäs
- Le Trésor des Jésuites (1929), tillsammans med André Breton. Första gången tryckt i ett specialnummer av tidskriften Variétés om surrealismen år 1929. Är medtagen i Aragon: Œuvres poétiques complètes 1 (Bibliothéque de la pléiade, Gallimard, 2007)

### Brev
- Lettres à André Breton, 1918-1931 (Gallimard, 2011)

### Redaktörskap
- Littérature (20 nr + ny serie med 13 nr). Red.: Louis Aragon, Andre Breton och Philippe Soupault (Paris, 1919–1924) Online (International Dada Archive)